# Vlag van Piëmont

Vlag van Piëmont

De vlag van Piëmont (Piëmontees: Drapò) werd, evenals het regionale wapen aangenomen op 16 januari 1984. Men legde niet alleen de gewone vlag van Piëmont vast, maar ook de gonfalone. Deze wetgeving werd op 31 mei 2004 aangevuld met een nieuwe wet die zorg moet dragen voor de regionale symbolen.

## Symboliek
De vlag is gebaseerd op het vierkante wapen van Piëmont en ziet er bijna hetzelfde uit. Dat wapen is gebaseerd op een Piëmontees wapen uit 1424 en toont een wit kruis op een rood veld met bovenaan een barensteel.
Het witte kruis in een rood veld was de standaard van de Kruisvaarders en werd door de paus aan de Maltezer Orde geschonken. In de 12e eeuw zou dit symbool overgenomen worden door het Huis Savoye. De blauwe rand verwijst ook naar dit vorstenhuis: blauw was de kleur van de Savoyes.
De blauwe barensteel werd in de 15e eeuw toegevoegd als verwijzing naar de drie lijnen van het Huis Savoye die Piëmont geregeerd hebben (Angiò, Acaia, en Savoia).
De gonfalone toont het regionale wapen op een rood-blauw-oranje achtergrond. De drie kleuren verwijzen naar de vlag van Alba, de vlag van een republiek die op 25 april 1796 werd uitgeroepen.